# Elizabeth Almada
Mariela Elizabeth Almada (referida comúnmente como Mariela Almada, Buenos Aires, 3 de noviembre de 1980) es una deportista argentina que compitió en atletismo adaptado, especialista en lanzamiento de jabalina y lanzamiento de disco.
Ha sido parte del conjunto femenino de atletismo argentino que asistió a los Juegos Paralímpicos de Pekín 2008, donde participó en las disciplinas de su especialidad; alcanzó la medalla de bronce en la categoría F12/13 de lanzamiento de disco con una distancia de 38m03cm.
Por otro lado, y a nivel continental, participó en los Juegos Parapanamericanos de 2007 en Río de Janeiro donde alcanzó la medalla de oro en lanzamiento de disco de la categoría F12, mientras que en los Juegos Parapanamericanos de 2011 en Guadalajara recibió la medalla de plata en la misma disciplina.